# Ligne de Berlin à Halle
 (janvier 2017).
Si vous disposez d'ouvrages ou d'articles de référence ou si vous connaissez des sites web de qualité traitant du thème abordé ici, merci de compléter l'article en donnant les références utiles à sa vérifiabilité et en les liant à la section « Notes et références ».
La ligne de Berlin à Halle-sur-Saale (en allemand : Bahnstrecke Berlin–Halle), ou plus communément Ligne d'Anhalt (Anhalter Bahn) d'après l'ancien duché d'Anhalt, est une artère ferroviaire majeure de l'est de l'Allemagne. Elle permet de relier la capitale allemande à Halle-sur-Saale mais également vers Leipzig, Nuremberg ou Munich en poursuivant vers le sud. Exploitée depuis 1841, elle était l'une des premières grandes lignes en Allemagne. Aujourd'hui elle fait partie de l'axe de chemin de fer européen de Berlin à Palerme, la ligne 1 du réseau transeuropéen de transport.

## Tracé
D'une longueur de 161,6 km, la ligne conduit de l'ancienne gare d'Anhalt en plein cœur de Berlin à travers les États fédérés de Brandebourg et de Saxe-Anhalt en passant les villes de Jüterbog et Wittemberg pour se terminer à la gare centrale de Halle-sur-Saale. La vitesse maximale sur la ligne est de 200 km/h (sur le tronçon de Teltow à Bitterfeld notamment).
Dans la zone métropolitaine de Berlin, la ligne est également une partie substantielle du réseau S-Bahn (jusqu'à la gare de Berlin-Lichterfelde-Sud).

## Histoire

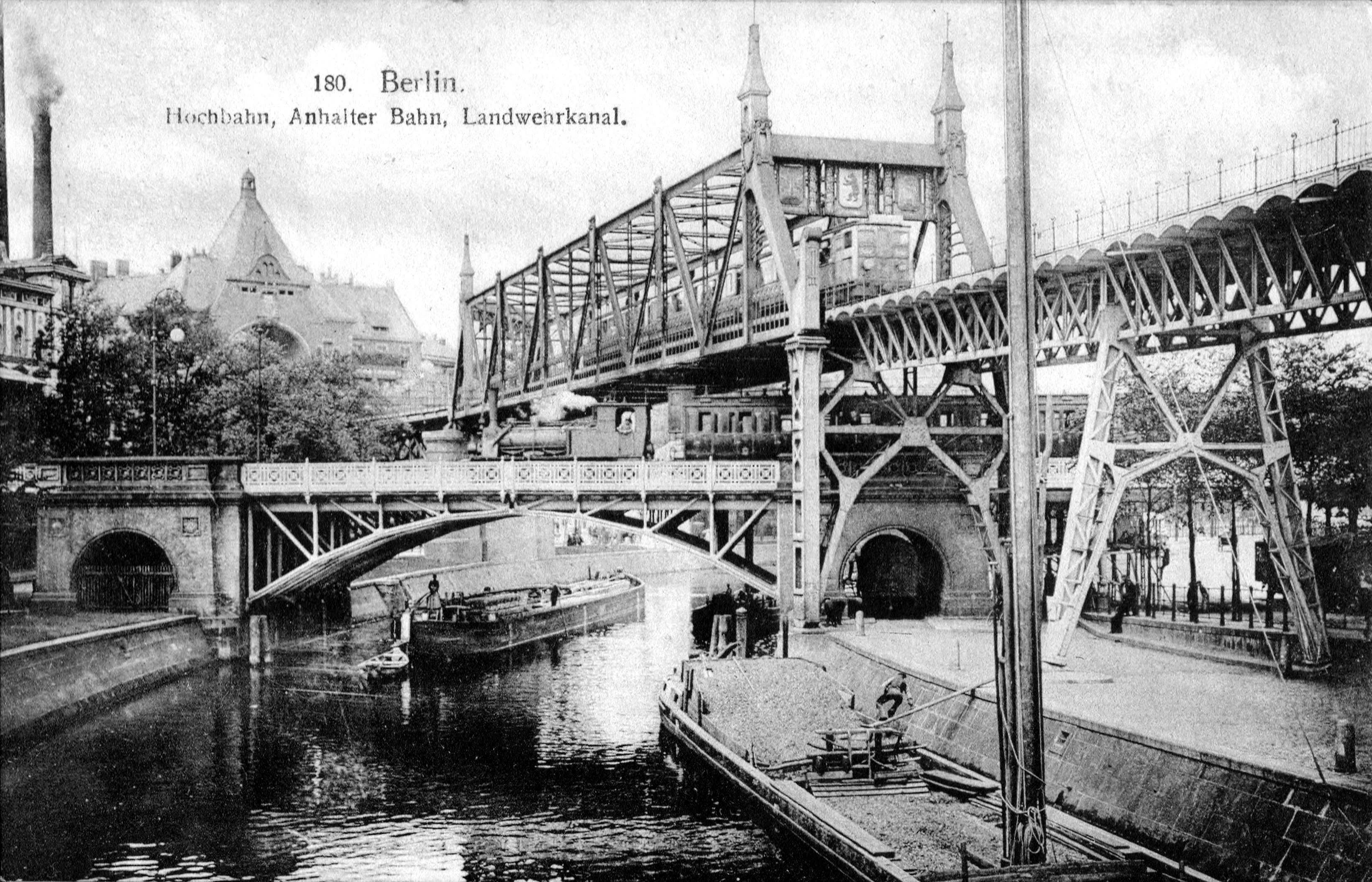
Le pont ferroviaire sur le Landwehrkanal au sud de la gare d'Anhalt (vers 1900).

La Berlin-Anhaltische Eisenbahn-Gesellschaft (« compagnie de chemin de fer de Berlin-Anhalt », BAE) était une des quatre plus importantes compagnies ferroviaires privées de Prusse au XIXe siècle. Elle a construit un maillage ferroviaire important qui reliait Berlin au duché d'Anhalt, au royaume de Saxe et à la Saxe prussienne, avec une longueur totale de voies de 430 km à son apogée.
La ligne ferroviaire d'Anhalt originelle reliait la gare d'Anhalt à Berlin à Köthen où elle rejoint celle de Magdebourg à Leipzig. Elle a été mise en service par étapes entre 1840 et 1841. Le tronçon actuel au nord de Jüterborg est entré en service le 1er juillet 1841 et le tronçon entre Jüterborg et Wittenberg le 10 septembre 1841. Une liaison directe avec les villes d'Halle et de Leipzig existait à partir de l'année 1859. Avant la Première Guerre mondiale déjà, des trains rapides relient Berlin à Francfort-sur-le-Main et à Munich, à Dresde, à Prague et à Vienne. Dans les années 1930, la ligne était le tronçon le plus parcouru dans tout le Reich allemand.
Après la Seconde Guerre mondiale, pendant le temps de la séparation de l'Allemagne, la ligne était exploitée par la Deutsche Reichsbahn, les chemins de fer d'État de la République démocratique allemande. À la suite de l'inauguration de la ligne de la grande ceinture de Berlin en 1951, pour contourner Berlin-Ouest, les trains n'avaient plus leur terminus à la gare d'Anhalt, mais à la gare de l'Est et à la gare de Berlin-Lichtenberg. La voie fut interrompue avec la construction du mur de Berlin en 1961. Après la réunification allemande, les années 1991 et 1992 ont vu le début d'établissement d'une ligne à grande vitesse.